# Bulbophyllum algidum
Bulbophyllum algidum är en orkidéart som beskrevs av Henry Nicholas Ridley. Bulbophyllum algidum ingår i släktet Bulbophyllum och familjen orkidéer. Inga underarter finns listade i Catalogue of Life.